# 红色旅

红色旅组织旗帜

红色旅组织使用的旗帜

红色旅（常被缩写为），是一个意大利的极左翼军事组织，成立于1970年，主要创建者为特伦托大学的一名社会学学生雷纳托·库尔乔（Renato Curcio）。最初的成员是一些左翼激进的工人和学生。该组织声称它的宗旨是对抗资产阶级，它的标志为一挺机关枪和一颗五角星。该组织最著名的行动之一是在1978年绑架并处决了意大利前总理阿尔多·莫罗。目前红色旅已发展成为“政治-军事共产党”，被意大利政府认定为恐怖组织并抓捕其成员。

## 背景及组织
1960年代末期的意大利失业率开始上升，同时学校开始扩大招生范围，学生毕业后却不易找到工作。在这一背景下，特伦托大学社会学学生雷纳托·库尔乔和他的女友玛格丽塔·卡戈尔、阿尔贝托·弗朗切斯基尼、马里奥·莫雷蒂等人创建了红色旅。最初的成员包括大学学生和一些希望改善工作条件增加待遇的工厂工人。其组织严密，人员层层分级，同级单位相互之间并不联络，以此避免被警方一网打尽。

## 初期活动

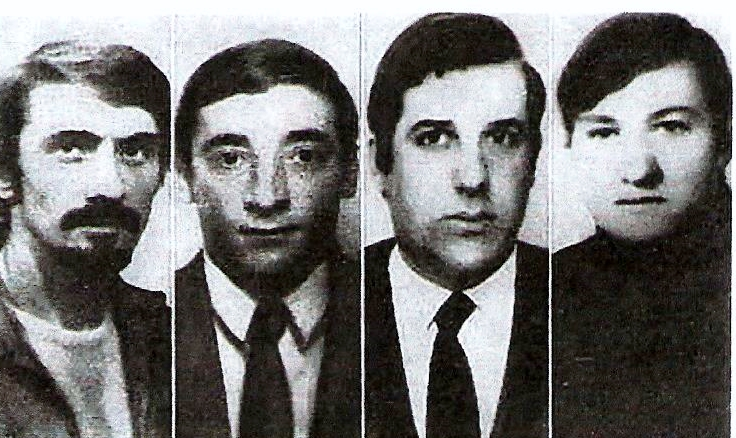
1974年5月，调查人员公布了一些据称是红色旅领导人的照片：左起第二位是马里奥·莫雷蒂。其他三个是：Piero Morlacchi、雷纳托·库尔乔和Alfredo Bonavita。

该组织最初的活动集中在意大利雷焦艾米利亚市、米兰和都灵的一些工厂内。工人通过破坏生产设备的方式消极怠工，学生们则向工人宣传马克思主义，鼓动他们通过暴力方式推翻资产阶级统治。这一时期的红色旅还开展了“使权力机构残废”的活动，他们的成员利用各种机会射击政府官员的膝盖，以此来象征瘫痪政府机构。1974年4月18日，他们绑架了检察官马里奥·索西（Mario Sossi）以此要求释放他们在狱中的同伙。他们也绑架过企业家以获得活动经费，但也开始引起政府的重视。1974年9月，该组织的两名主要创建者雷纳托·库尔乔、阿尔贝托·弗朗切斯基尼和其他一些骨干成员被警方抓捕。此后，残存红色旅成员自称为第二代。

## 第二代成员

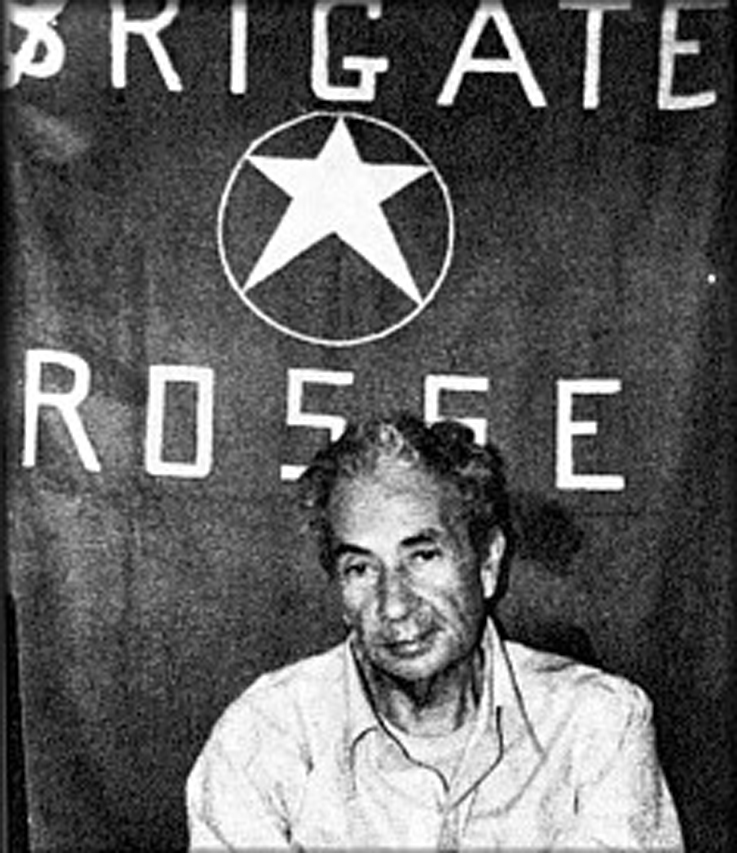
处于关押中的莫罗

第二代成员将赤軍旅的活动范围扩大到了罗马、热那亚、威尼斯等城市。他们所做的第一个重要举动就是解救组织的创建者。
1975年2月，库尔乔的妻子卡戈尔与莫雷蒂领导了一支五人小队突袭了监管不力的监狱，帮助库尔乔成功逃脱。1975年6月，卡戈尔在一次绑架案中与警察枪战时被击毙。1976年1月，库尔乔再次被警方抓获。在法庭上，赤軍旅的成员们扬言还要组织越狱，并且将会展开报复行动。1977年4月，赤軍旅甚至谋杀了国家指派给赤軍旅被告人员的辩护律师Fulvio Croce。
1978年3月16日，就在库尔乔等人将要被审判的前一天。第二代赤軍旅的领导者马里奥·莫雷蒂组织了一起震惊意大利社会的绑架案，他们绑架了意大利前总理、时任议员、天主教民主党领袖莫罗。这天早上，4名身着航空公司制服的赤軍旅成员驾驶着旅行车将莫罗的菲亚特汽车逼停，然后掏出冲锋枪将保镖和司机打死。接下来，他们以莫罗为人质，要求政府用狱中的同伴交换莫罗。然而这一要求遭到了政府的拒绝，处于关押中的莫罗还向政府及亲朋好友发出了共约80封信件。由于政府的强硬态度，赤軍旅最终失去了耐心。
1978年5月9日，人们在一辆停在天主教民主党总部大楼草坪上的汽车後車廂内发现了莫罗的尸体。莫雷蒂先用瓦尔特PPK朝莫罗开了几枪，手枪卡壳后又用Vz 61朝肺部开了11枪，但没有一枪打在心脏上。1979年是意大利铅色年代中谋杀案数量最多的一年。1月，赤軍旅谋杀了Guido Rossa，一位Italsider钢铁公司职员、意大利共产党党员与意大利总工会（CGIL，意共领导的工会）成员，因为他举报了多名赤軍旅成员。此举对赤軍旅在左翼和工人阶级内部的声誉造成了严重不良的影响，同时在组织内部引发了极大争议。1979年7月，Asinara特别监狱中关押的赤軍旅囚犯向组织给出了一份130多页的文件，指出莫罗绑架行动是赤軍旅正经历着危机的第一个迹象，这个危机将在短时间内瓦解赤軍旅；囚犯们后来在12月于报纸上发表了对这份文件的总结。但监狱外以莫雷蒂等人为首领的赤軍旅执行委员会认为这些观点不合实际，组织也并未因此停止政治谋杀。这一时期，组织发生了第一次严重的分裂：在米兰的整个瓦尔特·阿拉吉亚（Walter Alasia）纵队被开除，因为它被认为不遵守赤軍旅执行委员会和战略方向的政治路线。1980年1月19日，在梅斯特雷发生了针对Montedison公司高管Sergio Gori的致命袭击，这是赤軍旅在大工厂环境下进行的最后一次行动。
1981年12月17日，他们绑架了北约美军将领，詹姆斯·多齐尔（James Dozier）准将。然而这一次，多齐尔成功地被意大利安全部门解救了出来，同时还抓获了许多赤軍旅的成员。
1984年之后，赤軍旅分裂为主张武装斗争和走和平路线的两派。它的一些前领导人开始反对起武力斗争来。这之后的赤軍旅还进行过一些绑架及谋杀行动，到1988年后，在警方的多次打击之下，赤軍旅开始逐渐走出人们的视线。

## 支持
红色旅主要的外国支援来自捷克斯洛伐克国家安全局和巴勒斯坦解放组织。 苏联和捷克斯洛伐克的轻型武器则是通过走私海洛因而形成的既定路线从中东进入意大利。物资支持和训练由捷克斯洛伐克国家安全局在布拉格和北非及叙利亚的巴解组织营地进行。

## 残留
1999年之后，又发生了一些声称是红色旅所为的恐怖袭击。但也有人认为，这不过是一些新的组织在以红色旅的名义实施恐怖活动，而旧的红色旅基本不存在了。一些逃亡到国外的前领导人也有许多被引渡回意大利。然而红色旅可能仍然在有一些成员残留着，并可能参与过一起试图绑架意大利总理贝卢斯科尼的活动。